# منعكس غالانت
منعكس غالانت عبارة عن منعكس يصيب حديثي الولادة. ويمكن التخلص منه من خلال الإمساك بالطفل في وضع التعليق البطني (الوجه لأسفل) والنقر على أحد جانبي العمود الفقري. ورد الفعل الطبيعي للطفل حديث الولادة هو الانحناء الجانبي تجاه الجانب الذي تم تحفيزه.
وهذا المنعكس هو أحد المنعكسات التي يتم تجريبها مع الأطفال حديثي الولادة للمساعدة على التخلص من الأضرار التي تصيب الدماغ عند الولادة.

## وصلات خارجية
- Newborn Reflexes - fpnotebook.com
- Primitive reflexes - drhull.com
- Galant's reflex - whonamedit.com